# Croacia en los Juegos Olímpicos de Pekín 2022
Croacia estuvo representada en los Juegos Olímpicos de Pekín 2022 por un total de 11 deportistas que competirán en 4 deportes. Responsable del equipo olímpico es el Comité Olímpico Croata, así como las federaciones deportivas nacionales de cada deporte con participación.
Los portadores de la bandera en la ceremonia de apertura fueron el esquiador de fondo Marko Skender y la esquiadora alpina Zrinka Ljutić. El equipo olímpico croata no obtuvo ninguna medalla en estos Juegos.